# Big Dad Ritch
 Джеймс Ричард Андерсон (англ. James Richard "Big Dad Ritch" Anderson) — вокалист американской грув-метал группы Texas Hippie Coalition из Техаса.

## Биография
Big Dad Ritch стал известен широкой публике в 2004 году, когда совместно с Джоном Эксалом стал основателем группы Texas Hippie Coalition. Находясь под влиянием таких групп, как Pantera, Molly Hatchet и ZZ Top, Big Dad Ritch и его группа выработала типичное грув-метал звучание, для которого характерны пониженный гитарный строй, среднетемповые риффы и преобладание харша в вокальных партиях. Сама группа именует свой стиль, как «Red Dirt Metal».
За десять лет существования группы было выпущено пять полноформатных альбомов: Pride Of Texas (2008), Rollin' (2010), Peacemaker (2012), Ride On (2014) и Dark Side Of Black (2016).

## Дискография
С Texas Hippie Coalition
- Pride of Texas (2005)
- Rollin (2010)
- Peacemaker (2012)
- Ride On (2014)
- Dark Side of Black (2016)